# Nela Martínez
Pour les articles homonymes, voir Martínez.
Mariana de Jesús Martínez Espinosa, dite Nela Martínez (24 novembre 1912, Cañar-2004, La Havane, 30 juillet 2004) est une femme de lettres et dirigeante politique équatorienne.
Née dans une famille de propriétaires terriens de tendance conservatrice, elle prend dès l'adolescente ses distances avec ses origines, géographiquement et idéologiquement, pour embrasser des causes comme le féminisme, la lutte en faveur des droits des femmes, des indigènes et des plus démunis. Martínez fut un temps mariée à Joaquín Gallegos Lara, écrivain et militant membre du Groupe de Guayaquil (es). L'une des principales dirigeantes du Parti communiste de l'Équateur, elle prit une part déterminante dans la révolution de mai 1944 (dite La Gloriosa), qui renverse Carlos Arroyo del Río. Elle est membre d'un collectif nommé ADE (Alliance démocratique équatorienne) qui occupe le palais présidentiel et exerce, de fait, le pouvoir pendant quelques jours, le temps de rappeler José María Velasco Ibarra de son exil colombien pour lui remettre le pouvoir. Toujours en 1944, elle participe aux côtés de Dolores Cacuango, Tránsito Amaguaña et Jesús Gualavisí entre autres à la fondation de la Federación ecuatoriana de Indios (FEI).